# Elk Mound
Elk Mound é uma vila localizada no estado norte-americano de Wisconsin, no Condado de Dunn.

## Demografia
Segundo o censo norte-americano de 2000, a sua população era de 785 habitantes.
Em 2006, foi estimada uma população de 802, um aumento de 17 (2.2%).

## Geografia
De acordo com o United States Census Bureau tem uma área de
5,9 km², dos quais 5,9 km² cobertos por terra e 0,0 km² cobertos por água.

## Localidades na vizinhança
O diagrama seguinte representa as localidades num raio de 20 km ao redor de Elk Mound.